# Zentralamerikaspiele 1935
Die 3. Zentralamerikaspiele fanden vom 16. März bis 5. April 1935 in San Salvador, der Hauptstadt El Salvadors, statt. Erfolgreichste Nation war Mexiko mit 37 Goldmedaillen vor Kuba mit 31 Goldmedaillen. Erstmals wurden auch Frauenwettbewerbe (Schwimmen und Basketball) ausgetragen.

## Teilnehmende Nationen
Neun Länder mit insgesamt 741 Athleten nahmen an den Zentralamerikaspielen teil. Nicaragua war erstmals dabei.
| - Costa Rica - El Salvador - Guatemala | - Honduras - Kuba - Mexiko | - Nicaragua - Panama - Puerto Rico |

## Sportarten
Bei den Zentralamerikaspielen waren 14 Sportarten im Programm.
| - Baseball - Basketball - Boxen - Fechten - Fußball | - Golf - Leichtathletik - Reiten - Ringen - Schießen | - Schwimmen - Tennis - Volleyball - Wasserspringen |

Fett markierte Links führen zu den detaillierten Ergebnissen der Spiele

## Medaillenspiegel
| Platz | Land        | Gold | Silber | Bronze | Gesamt |
| ----- | ----------- | ---- | ------ | ------ | ------ |
| 01    | Mexiko      | 37   | 20     | 21     | 78     |
| 02    | Kuba        | 31   | 30     | 24     | 85     |
| 03    | Puerto Rico | 5    | 5      | 5      | 15     |
| 04    | El Salvador | 4    | 4      | 10     | 18     |
| 05    | Guatemala   | 1    | 10     | 8      | 19     |
| 06    | Panama      | 1    | 5      | 2      | 8      |
| 07    | Nicaragua   | —    | 1      | —      | 1      |
| 07    | Costa Rica  | —    | 1      | —      | 1      |